# みんなでね 〜PANDA with Candy BEAR's〜/「生きる」
「みんなでね 〜PANDA with Candy BEAR's〜/「生きる」」（みんなでね パンダ ウィズ キャンディ ベアーズ/いきる）は、チベット族中国人女性歌手alanの日本における15作目の両A面シングル。2011年6月29日にavex traxにリリースされた。

## 概要
「みんなでね 〜PANDA with Candy BEAR's〜」は2011年4月1日から一般公開されている上野動物園のパンダのリーリーとシンシンのキャラクターの「Candy BEAR's」のイメージソング。
上野動物園ジャイアントパンダ保護サポート基金への応援ソングとして協賛している。

## 収録曲
- CD
  1. みんなでね 〜PANDA with Candy BEAR's〜 [6:12]
作詞：としおちゃん 作曲：菊池一仁 編曲：河野圭
  2. 「生きる」 [5:21]
作詞：松本隆 作曲：菊池一仁 編曲：十川ともじ
  3. みんなでね 〜PANDA with Candy BEAR's〜（instrumental） [6:12]
  4. 「生きる」（instrumental） [5:18]
- DVD
  1. 「生きる」（alan出演 music clip） [5:26]
  2. オフショット映像　約6分収録

## リリースイベント
- 2011年7月2日 19:30 - MONO渋谷店[1]
  - キャンディベア・ギフトセット(CD+ぬいぐるみ) 購入者から5名にはalanのサイン入りポスターが当たる
- 2011年7月3日 16:00 - タワーレコード新宿店[2]
  - 抽選当選者はチェキ撮影
- 2011年7月9日 14:00, 17:00 - ラゾーナ川崎プラザ　2Fルーファ広場[3]
  - 抽選当選者はalanのサイン

直接のリリースイベントではないが、7月14日には大阪、7月15日は名古屋にて alan Family Meeting を開催する。

## 参照
1. ↑  『みんなでね ～PANDA with Candy BEAR's～/「生きる」』リリース記念 ミニライブ＆ポストカードプレゼントイベント Archived 2011年11月18日, at the Wayback Machine.
2. ↑  『みんなでね ～PANDA with Candy BEAR's～/「生きる」』リリース記念 ミニライブ＆ポストカードプレゼントイベント＆抽選チェキ撮影会 Archived 2011年11月18日, at the Wayback Machine.
3. ↑  『みんなでね ～PANDA with Candy BEAR's～/「生きる」』リリース記念 ミニライブ＆ポストカードプレゼントイベント＆サイン入りポストカード抽選会 Archived 2011年11月2日, at the Wayback Machine.
4. ↑  alan Family Meeting 開催決定!! Archived 2011年7月1日, at the Wayback Machine.